# Phil Dawson
Philip Drury Dawson (* 23. Januar 1975 in West Palm Beach, Florida) ist ein ehemaliger US-amerikanischer American-Football-Spieler auf der Position des Kickers. Er spielte für die Cleveland Browns, die San Francisco 49ers und die Arizona Cardinals in der National Football League (NFL).

## Frühe Jahre
Dawson ging auf die Lake Highlands High School in Dallas, Texas. Bereits 1992 kickte er ein Field Goal aus 52 Yards Entfernung. Neben der Kickerposition spielte er noch als Right Tackle in seiner Zeit auf der High School. Später ging er auf die University of Texas at Austin. Für die College-Football-Mannschaft erzielte er in seinem ersten Jahr 80 Punkte.

## NFL

### Oakland Raiders und New England Patriots
In der Saison 1998 war Dawson Bestandteil des Practice Squads der Oakland Raiders und danach der New England Patriots. Er bestritt kein Spiel für beide Teams.

### Cleveland Browns
Dawson unterschrieb 1999 einen Vertrag bei den Cleveland Browns. Bis heute (2015) hält er die Franchise-Rekorde für die meisten aufeinanderfolgenden Field Goals (29) und für die meisten Field Goals in einem Spiel (6) für die Browns. Am 10. Oktober 1999, in seiner ersten Profisaison, erzielte er einen erlaufenen Touchdown bei einem Fake-Field-Goal-Versuch gegen die Cincinnati Bengals. Das Spiel verloren die Browns trotzdem mit 17:18. Es war sein erster und bisher (Stand 2015) einziger Touchdown. Außer ihm hatten bis dahin nur drei weitere Kicker in der NFL einen Touchdown erlaufen. Er blieb bis 2012 bei den Cleveland Browns.

### San Francisco 49ers
Dawson unterschrieb am 19. März 2013 einen Vertrag bei den San Francisco 49ers. Hier erzielte er in seiner ersten Saison 27 aufeinanderfolgende Field Goals, ehe er am letzten Spieltag der Saison 2013 gegen die Arizona Cardinals ein 24-Yard-Field-Goal verschoss.

### Arizona Cardinals
Am 10. März 2017 unterschrieb Dawson einen Vertrag bei den Arizona Cardinals. Am 26. November 2017 schoss er im Spiel gegen die Jacksonville Jaguars das spielentscheidende Field Goal aus 57 Yards zum 27:24-Sieg. Es ist das weiteste Field Goal seiner Karriere.

### Cleveland Browns
Phil Dawson unterschrieb einen Eintagesvertrag bei den Cleveland Browns, um bei seinem ersten Verein zurücktreten zu können.

## Persönliches
Dawson lebt mit seiner Frau, seinen zwei Söhnen und seiner Tochter in Austin, Texas.

## Trivia
- Am 18. November 2007 im Spiel der Cleveland Browns gegen die Baltimore Ravens versuchte er, beim Stand von 33:30 für die Ravens, ein 51-Yard-Field-Goal zu erzielen. Nach seinem Schuss knallte der Ball an den linken Torpfosten und von da auf die innere gebogene Stange, welche das Tor „hoch hält“. Von da sprang der Ball wieder zurück ins Feld. Zuerst wurde das Field Goal nicht gegeben. 33:30 wäre der Endstand gewesen. Da zu der Zeit in der NFL ein Field Goal noch nicht mittels Videobeweis unter die Lupe genommen werden durfte,[4] diskutierten die Schiedsrichter untereinander, ob das Field Goal zählte oder nicht. Schließlich beschloss man das Field Goal zu geben und es ging mit einem Stand von 33:33 in die Overtime. Hier gewannen die Cleveland Browns letztendlich mit 36:33. Seit der Saison 2008 sind Videobeweise bei Field Goals zugelassen. Diese Regel kennt man auch als „Phil Dawson Rule“.
- Dawson schießt mit seinem rechten Fuß, wirft aber mit der linken Hand.